# Alfredo Pizzoni
Alfredo Pizzoni (Cremona, 20 febbraio 1894 – Milano, 3 gennaio 1958) è stato un politico e militare italiano, che presiedette il Comitato di Liberazione Nazionale Alta Italia (CLNAI) dalla sua costituzione fino alla fine della guerra di liberazione.

## Biografia

### Studi ed esperienze militari e politiche

Alfredo Pizzoni, presidente del Comitato di Liberazione Nazionale Alta Italia (CLNAI).

Nacque a Cremona il 20 febbraio 1894, figlio del futuro generale Paolo e di Emma Fanelli. Nel 1908 si trasferì a Pavia, dove completò gli studi liceali, e nel 1911 andò a studiare ingegneria ed economia a Oxford . Venne chiamato a prestare servizio militare nel Regio Esercito nell'autunno del 1914, a prima guerra mondiale già iniziata, assegnato al corpo dei bersaglieri. Dopo l'entrata in guerra del Regno d'Italia, avvenuta il 24 maggio 1915, nel luglio dello stesso anno raggiunse la zona di operazioni come sottotenente di complemento, in forza al VII Battaglione bersaglieri ciclisti come comandante di plotone. Si distinse particolarmente durante la battaglia degli Altipiani, dove il suo battaglione venne inviato insieme ad altre truppe per cercare di fermare l'avanzata delle truppe austro-ungariche. Il suo plotone entrò in combattimento nella notte del 23 maggio in località Monte Meatta, e due giorni dopo, accerchiato dalle truppe nemiche che gli intimavano la resa andò all'attacco al grido I bersaglieri d'Italia non si arrendono mai!, uccidendo un ufficiale nemico in un combattimento corpo a corpo a colpi di baionetta. Per questo fatto fu poi decorato con una Medaglia d'argento al valor militare. Fatto prigioniero di guerra, dopo un periodo nei campi di prigionia di Sigmundsherberg, in Austria, poco dopo tentò, senza successo, di fuggire. Trasferito a quello di Hajmasketabor, in Ungheria, nel corso del 1917 si fece passare per pazzo, e sua madre chiese, ed ottenne, che fosse inserito in uno scambio di prigionieri avvenuto tramite la Croce Rossa. Sebbene la convenzione di Ginevra vietasse agli ex prigionieri di ritornare in prima linea, egli cercò, senza successo, di rientrarvi.  Prese parte al Corpo di spedizione internazionale in Palestina come ufficiale di collegamento, e poi all'impresa di Fiume al seguito di Gabriele D'Annunzio.
Si laureò in giurisprudenza a Pavia il 20 luglio 1920, e subito dopo venne assunto al Credito Italiano di Milano, dove iniziò una brillante carriera bancaria. Sposò nel 1922 la signorina Barbara Longa, detta Ninì, dalla quale avrebbe avuto cinque figli: Paolo, Franca, Emma, Maria Grazia e Pietro. Dopo l'avvento al potere del fascismo si avvicinò dapprima al movimento "Italia Libera", sciolto nel 1925, e successivamente ai gruppi "Giustizia e Libertà".  Trasferito a Trieste, nascose nella propria abitazione l'avvocato socialista ricercato Franco Clerici, aiutandolo successivamente a passare la frontiera. A partire dal 1930 subì gravi discriminazioni sul lavoro, venendo licenziato per ragioni politiche, ma fu poi riassunto nella sede periferica di Biella stante la sua riconosciuta competenza che i vertici della banca non volevano perdere. A Biella rimase comunque un sorvegliato speciale, in quanto l'OVRA aveva sequestrato a Riccardo Bauer un appunto in cui si parlava di lui come di un aderente a "Giustizia e Libertà". Nel 1933, su pressione della moglie, e intercessione della madre presso il generale Emilio de Bono, prese la tessera del Partito Nazionale Fascista ritornando pertanto nella sede centrale del Credito Italiano a Milano. Nel 1936 venne promosso e trasferito dapprima a Venezia e poi a Genova.
Nel 1940, dopo l'entrata dell'Italia nella seconda guerra mondiale, pur essendo esonerato dalla chiamata alle armi per la sua posizione in banca, e la numerosa prole, decise di arruolarsi volontario nell'estate del 1941. Il 4 dicembre dello stesso anno ritornò in servizio con il grado di maggiore, assegnato al 12º Reggimento bersaglieri come comandante del XXXVI Battaglione. Il 22 gennaio 1942 si imbarcò sulla motonave Victoria per raggiungere l'Africa settentrionale italiana. Durante la traversata del canale di Sicilia la nave fu attaccata ad alcuni aerosiluranti, e colpita da un siluro rimanendo ferma. Mentre si cercava di applicare un piano di evacuazione, il colonnello comandante del reggimento fuggì a bordo di un motoscafo d'emergenza, subito seguito dall’equipaggio civile imbarcatosi sulle superstiti scialuppe di salvataggio. Mantenendo calmi i suoi uomini, fece loro indossare i giubbotti di salvataggio in attesa dell'arrivo dei soccorsi.  Quando il cacciatorpediniere Ascari si avvicinò per tentare il trasbordo degli uomini ancora presenti bordo della motonave, quest'ultima venne colpita da un secondo siluro. Quando la nave incominciò ad affondare, egli comandò ai suoi uomini "bersaglieri in mare", e fu l'ultimo a gettarsi fuoribordo. Per questo fatto fu decorato di una Medaglia di bronzo al valor militare, ma nella lunga permanenza in acqua, circa due ore prima di essere tratto in salvo dalle unità di scorta, riportò danni fisici tali che dovette abbandonare la vita militare. Ricoverato in Libia fu operato di ernia, e quindi rimpatriato riprendendo il lavoro in banca a Milano nel mese di ottobre.

### La guida del CLNAI
Nella primavera del 1943, con il deteriorarsi inesorabile della situazione bellica italiana, riprese i contatti con gli antifascisti, iniziando a frequentare il liberale Giustino Arpinati e il socialista Roberto Verrati.
Dopo la caduta del fascismo, avvenuta il 25 luglio, iniziò a frequentare le prime riunioni del neocostituito Comitato delle opposizioni.
Subito dopo l'armistizio dell'8 settembre 1943, entrò nel Comitato di Liberazione Nazionale di Milano, e pur non appartenendo ad alcun partito politico, fu successivamente scelto, su proposta di Girolamo Li Causi, per divenirne presidente. Nel febbraio 1944 il CLN assunse la denominazione di CLNAI. Le sue esperienze lo rendevano in effetti un uomo particolarmente adatto a quel ruolo, in quanto univa, al sicuro antifascismo e all'esperienza militare, una profonda conoscenza degli ambienti bancari e finanziari lombardi (essenziale per organizzare il finanziamento interno della guerra partigiana) e una dimestichezza con la lingua e la cultura inglese, che favoriva i rapporti con i rappresentanti delle forze alleate. Per due anni con il nome di battaglia di "Pietro Longhi", coordinò uomini, denaro e strutture dei partigiani. Svolse due missioni in Svizzera (29 marzo-5 aprile 1944, e 23 ottobre) per coordinare con gli emissari Alleati l'invio di una rappresentanza del CNLAI nell'Italia del sud. Guidata da lui, una delegazione composta da Ferruccio Parri, Gian Carlo Pajetta ed Edgardo Sogno, giunse nell’Italia liberata il 14 novembre e fu subito impegnata in numerosi colloqui con esponenti dei servizi segreti, dei comandi militari e del governo italiano.
Il 7 dicembre del 1944, nella Sala Reale del Grand Hotel di Roma, firmò con il SACMED (Comando Alleato Supremo per il Mediterraneo), rappresentato dal generale Henry Maitland Wilson, un primo accordo nel quale gli Alleati riconoscevano al CLNAI il ruolo di guida del nella movimento partigiano. Il giorno successivo firmava a Caserta un ulteriore accordo con cui gli Alleati finanziavano la guerra partigiana con un prestito di 160 milioni di lire al mese (prestito che sarà poi rimborsato dal Governo Italiano a partire dal gennaio del 1945). Tali accordi sancivano la piena collaborazione con gli alleati e la subordinazione militare del CLNAI alle forze alleate, garantivano la sopravvivenza della Resistenza italiana e le condizioni per una sua affermazione politica ancor più che militare. Riuscì anche nell'intento di fare ritirare il famoso proclama del generale Harold Alexander che invitava i partigiani a sciogliere le loro formazioni durante l'inverno, per riprendere la lotta in primavera.

### Il ritorno alla vita privata
Il 25 aprile 1945, data della liberazione, stava effettuando la sua seconda missione al sud, dove incontrò il ministro plenipotenziario inglese Harold Macmillan, che aveva il compito di rappresentare il suo Paese nel Mediterraneo durante la fase definitiva del conflitto. Prima del suo ritorno, il giorno 19, vi era stata una riunione dei rappresentanti del CLNAI che aveva sancito la sua rimozione dalla presidenza, a la sua sostituzione con un rappresentante di partito comunista o socialista. Particolarmente critico nei suoi confronti fu Sandro Pertini, che egli giudicava un "fanatico senza equilibrio". Il giorno 27 ci fu l'ultima riunione sotto la sua presidenza, e una volta illustrati i risultati della missione venne subito attaccato dal comunista Emilio Sereni, e quindi sostituito alla guida del CLNAI da Rodolfo Morandi, nominato in rappresentanza del PSIUP. Fino al giugno dello stesso anno ricoprì l'incarico di presidente della Commissione finanziaria del CLNAI. Nel corso del 1945 venne insignito della Bronze Star Medal, consegnatagli direttamente dal generale americano Mark Wayne Clark, divenendo successivamente membro della Consulta nazionale.
Tornò al suo lavoro in banca, divenendo presidente del Credito Italiano il 6 dicembre 1945. Dopo la fine del conflitto fu anche membro dei consigli di amministrazione di diverse società tra le quali la Vizzola, la SIP e il Banco Italo-Belga, presidente della casa editrice Selezione dal Reader's Digest e del comitato provinciale milanese della Croce Rossa Italiana, per il quale fu insignito della Medaglia d'oro dei benemeriti del Comune di Milano.
Anche se insignito nel 1948 della Medal of Freedom statunitense, il suo contributo alla Resistenza fu rapidamente dimenticato. Tra il 1945 e il 1948 scrisse le sue memorie, che lasciò ai figli con la disposizione che non fossero pubblicate prima di venticinque anni dalla sua morte. L'opera conteneva giudizi durissimi sulla moralità della Resistenza, su Cesare Merzagora e su Sandro Pertini. Il 2 giugno 1953 fu insignito della Gran croce dell'Ordine al merito della Repubblica Italiana, ma colpito da un tumore alla gola si spense a Milano il 3 gennaio 1958. Secondo le sue ultime volontà il suo corpo venne messo in una semplice cassa composta da quattro assi di legno grezzo, avvolto nella sua mantellina da bersagliere che risaliva alla grande guerra. La bara fu portata a spalla dai bersaglieri che si trovavano con lui al momento dell'affondamento del Victoria.
Le memorie di Pizzoni furono stampate da Einaudi con prefazione di Renzo De Felice nel 1993: le 3 000 copie, però, non furono mai immesse sul mercato. Quando i giornali rivelarono che l'opera giaceva nei magazzini senza essere distribuita, l'Einaudi piuttosto che immetterla sul mercato, la cedette alla casa editrice il Mulino. Il libro uscì nel 1995 per i tipi dell'editore bolognese.

## Pubblicazioni
- Alfredo Pizzoni, Alla guida del CLNAI. Memorie per i figli, introduzione di Renzo De Felice, Bologna, Il Mulino, 1995, ISBN 88-15-04837-5.

### Annotazioni
1. ↑  Qui protestò duramente con il comandante del campo, per avere migliori condizioni di vita per i suoi bersaglieri.
2. ↑  Tra i membri fondatori vi erano Randolfo Pacciardi e Ricciotti Garibaldi.
3. ↑  Egli sospetto sempre che il licenziamento fosse stato voluto dal fratello del Duce, Arnaldo Mussolini.
4. ↑  Egli era apertamente contrario all'entrata in guerra a fianco della Germania, pensando che l'Italia non avesse alcuna speranza di vincere una lunga guerra contro la Gran Bretagna.
5. ↑  Si distinse subito durante il corso a Civitavecchia per l'uso di certe espressioni, e per il suo rifiuto ad usare il "voi".

### Fonti
1. 1 2 3 4 5 6 7 8 9  Corradi 2018, p. 10.
2. 1 2 3 4 5 6 7 8 9 10 11 12 13 14 15 16 17 18 19 20 21  http://www.treccani.it/enciclopedia/alfredo-pizzoni_(Dizionario-Biografico)
3. 1 2 3 4 5 6 7 8 9 10 11  Piacenza.
4. 1 2 3 4 5 6 7 8 9 10 11  Corradi 2018, p. 11.
5. ↑   De Felice-Saitta censurati dall’Ideologia, su nuovarivistastorica.it. URL consultato il 28 novembre 2016.
6. ↑   Alberto Papuzzi, Il partigiano si stampa ma non va in libreria, in La Stampa, 3 febbraio 1994,  p. 18.
7. ↑  Sito web del Quirinale: dettaglio decorato.